# Santa Isabel (Schiff, 1914)
Die Santa Isabel war ein 5199 BRT großes deutsches Dampfschiff. Sie wurde bei der Bremer Vulkan in Vegesack gebaut (BauNr. 574). Der Stapellauf fand am 21. April 1914 statt. Am 19. Mai 1914 wurde sie in Dienst gestellt und fuhr danach für die Hamburg Süd.

## Einsatz als Hilfsschiff
Während des Ersten Weltkriegs verließ die Santa Isabel unter dem Kommando von Kapitän Wilstermann am 7. August 1914 Buenos Aires mit dem angeblichen Ziel Togo. Am 19. August 1914 traf sie bei der Insel Trindade den Kleinen Kreuzer Dresden, um als dessen Hilfsschiff im Kreuzergeschwader zu dienen. Das Schiff hatte 3.100 Tonnen Kohle, 1.800 Tonnen Trinkwasser, lebende Ochsen sowie Öl, Schaufeln und Säcke an Bord. Da die Santa Isabel als ziviles Frachtschiff noch keine Funkanlage hatte, wurde diese vom HAPAG-Schiff Sevilla eingebaut. Ein zusätzliches Besatzungsmitglied war Kapitän und Leutnant zur See der Reserve Neiling, der als Supercargo der Etappe Buenos Aires mitfuhr.

## Verbleib
Im Seegefecht bei den Falklandinseln am 8. Dezember 1914 wurde die Santa Isabel gegen 21:30 Uhr Ortszeit vom britischen Kreuzer Bristol bei 52° 29′ 30″ S, 57° 0′ 0″ W versenkt, nachdem die Besatzung das Schiff verlassen hatte.

## Schwesterschiffe
Die Schwesterschiffe der Santa Isabel waren die Santa Ines und die Santa Clara.